# (83982) Crantor
(83982) Crantor (oznaczenie prowizoryczne 2002 GO9) – planetoida z grupy centaurów okrążająca Słońce w ciągu ok. 85,5 lat w średniej odległości 19,4 j.a. Odkryta 12 kwietnia 2002 roku w Obserwatorium Palomar w ramach programu NEAT.
Crantor porusza się po orbicie bardzo podobnej do Urana, jest obecnie obiektem koorbitalnym, poruszającym się względem planety po orbicie o kształcie podkowy. Nie jest to jednak sytuacja stabilna, ponieważ perturbacje ze strony Saturna z czasem zmienią orbitę tej planetoidy, wytrącając ją z konfiguracji koorbitalnej.